# Blackburn (Écosse)
Pour les articles homonymes, voir Blackburn (homonymie).
Blackburn est une ville du West Lothian, une division administrative de l'Écosse. La ville est située près de Bathgate, à 7 km de Livingston entre Édimbourg et Glasgow.

## Églises
Notre Dame de Lourdes est une église Catholique, où la chanteuse Susan Boyle chante.
Le bourg possède aussi l'église de Blackburn et l'église paroissiale de Seafield.

## Histoire
Blackburn se traduit par courants noirs du vieil anglais : blæc "noir" et burna "courant". On peut retrouver le nom de Blachebrine dès 1152.

## Personnalités
- Michael Gallagher, cycliste australien, médaillé d'or aux Jeux paralympiques d'été de 2012 à Londres.
- Susan Boyle, chanteuse.